# باول بريغهام
باول بريغهام (بالإنجليزية: Paul Brigham)‏ هو قاضي ومحامي أمريكي، ولد في 17 يناير 1746 في كوفنتري في الولايات المتحدة، وتوفي في 15 يونيو 1824 في نورويتش في الولايات المتحدة.